# Família extensa

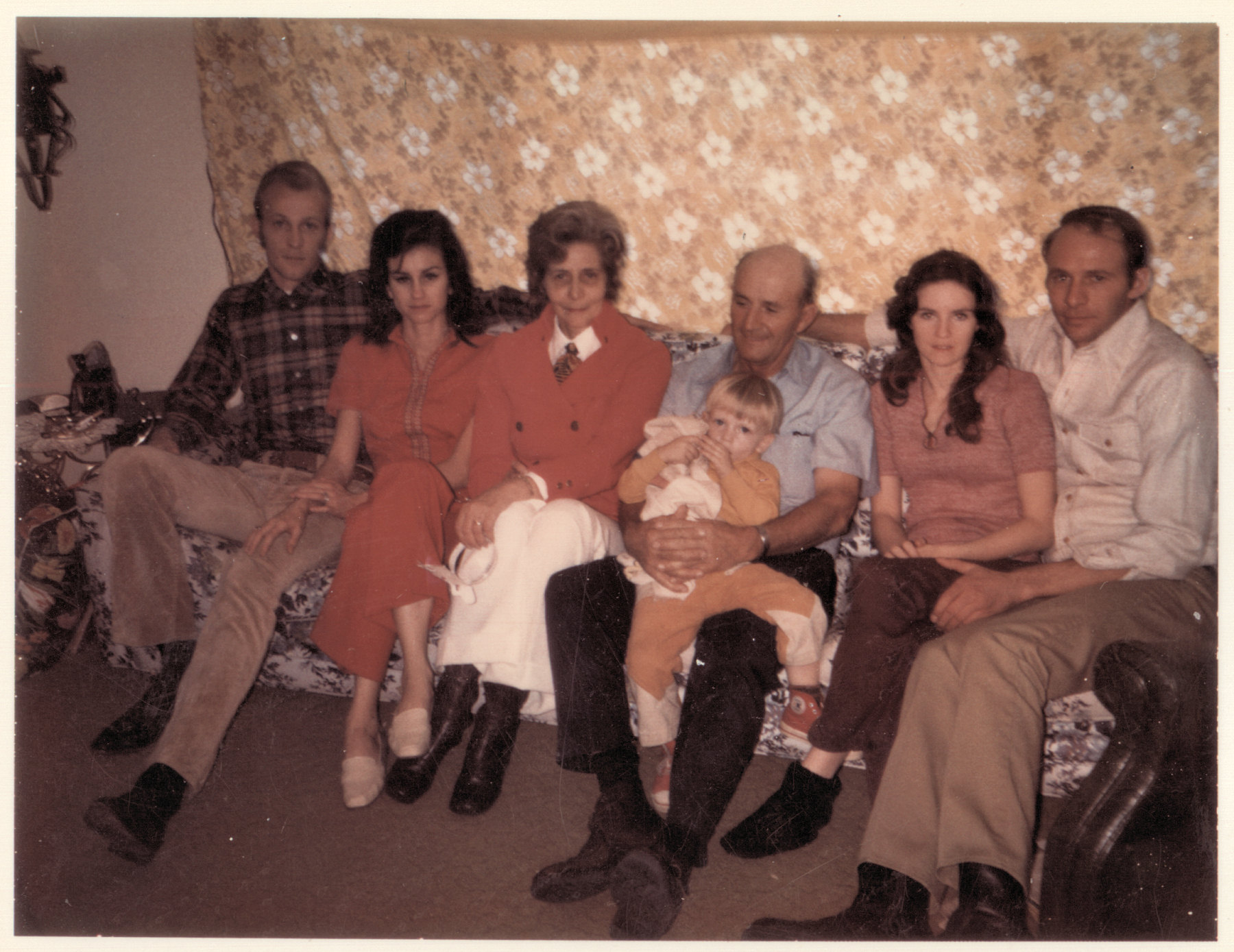
Uma família extensa

Uma família extensa é uma família que se estende para além da família nuclear, composta de pais, como pai, mãe e seus filhos, tias, tios e primos, todos os que vivem proximamente ou na mesma casa. Um exemplo é o de um casal que vive com os pais do marido ou da esposa.
Em algumas circunstâncias, a família extensa vive com ou no lugar de um membro da família imediata. Estas famílias incluem, em uma mesma casa, parentes mais distantes, além da família imediata. Um exemplo seria o de um pai idoso, que se muda para a casa de um de seus filhos devido à idade. Na cultura ocidental moderna, dominada pela construção da família imediata, o termo passou a ser usado genericamente para se referir aos avós, tios, tias e primos, se eles vivem juntos dentro da mesma casa ou não. No entanto, ele também pode se referir a uma unidade familiar, em que várias gerações vivem juntos dentro de uma mesma casa. Em algumas culturas, o termo é usado como sinônimos de consanguinidade.